# Konrad Abeltshauser
Konrad Abeltshauser (né le 2 septembre 1992 à Bad Tölz, en Allemagne) est un joueur professionnel allemand de hockey sur glace. Il évolue à la position de défenseur.

## Biographie

### En club
Abeltshauser joue quatre saisons (2009-2013) avec les Mooseheads d'Halifax dans la ligue de hockey junior majeur du Québec, où il enregistre 28 buts, 122 assistances et 127 minutes de pénalité en 219 parties en saison régulière. Premier joueur de nationalité allemande jouant pour les Mooseheads, il est champion des coupes du Président et Memorial en plus d'être nommé joueur humanitaire de l'année dans la LHJMQ au terme de la saison 2012-2013.
Il est repêché au 163e choix au total par les Sharks de San José lors du repêchage d'entrée dans la LNH 2010. Le 12 avril 2012, il signe un contrat d'entrée dans la LNH avec les Sharks, lors de la saison 2013-2014, il se joint aux Sharks de Worcester, le club-école des Sharks de San José.
À la fin de la saison 2014-2015, il demande aux Sharks de Worcester s'il peut être relégué aux Americans d'Allen dans la ECHL pour pouvoir participer aux séries éliminatoires. Abeltshauser jouent les dix dernières parties de la saison régulière avec les Americans avant de joueur les séries éliminatoires où il remporte la coupe Kelly.
Le 25 juin 2015, les Sharks le transige aux Blues de Saint-Louis contre un choix conditionnel de 7e tour au repêchage de 2016. Les Blues l'assignent aux Wolves de Chicago, après seulement 20 parties avec eux, les Blues et lui résigne mutuellement son contrat dans la LNH.
Il retourne par la suite dans son Allemagne natale où il rejoint le EHC Munich, avec qui il devient champion de la ligue quatre fois; en 2016, 2017, 2018 et 2023. Il est aussi nommé défenseur de l'année au terme de la saison 2016-2017.

## Statistiques

### En club
| Saison    | Équipe               | Ligue |    | Saison régulière | Saison régulière | Saison régulière | Saison régulière | Saison régulière |   | Séries éliminatoires | Séries éliminatoires | Séries éliminatoires | Séries éliminatoires | Séries éliminatoires |
| Saison    | Équipe               | Ligue | PJ | B                | A                | Pts              | Pun              | PJ               | B | A                    | Pts                  | Pun                  |                      |                      |
| 2009-2010 | Mooseheads d'Halifax | LHJMQ | 48 | 5                | 20               | 25               | 28               | -                | - | -                    | -                    | -                    |                      |                      |
| 2010-2011 | Mooseheads d'Halifax | LHJMQ | 58 | 8                | 19               | 27               | 47               | 4                | 3 | 0                    | 3                    | 0                    |                      |                      |
| 2011-2012 | Mooseheads d'Halifax | LHJMQ | 57 | 8                | 36               | 44               | 30               | 15               | 5 | 11                   | 16                   | 16                   |                      |                      |
| 2012-2013 | Mooseheads d'Halifax | LHJMQ | 56 | 7                | 47               | 54               | 22               | 17               | 7 | 13                   | 20                   | 12                   |                      |                      |
| 2013-2014 | Sharks de Worcester  | LAH   | 57 | 6                | 15               | 21               | 18               | -                | - | -                    | -                    | -                    |                      |                      |
| 2014-2015 | Sharks de Worcester  | LAH   | 50 | 3                | 16               | 19               | 19               | -                | - | -                    | -                    | -                    |                      |                      |
| 2014-2015 | Americans d'Allen    | ECHL  | 6  | 5                | 2                | 7                | 4                | 25               | 5 | 11                   | 16                   | 12                   |                      |                      |
| 2015-2016 | Wolves de Chicago    | LAH   | 20 | 0                | 5                | 5                | 14               | -                | - | -                    | -                    | -                    |                      |                      |
| 2015-2016 | EHC Munich           | DEL   | 11 | 3                | 3                | 6                | 7                | 10               | 1 | 0                    | 1                    | 4                    |                      |                      |
| 2016-2017 | EHC Munich           | DEL   | 52 | 10               | 21               | 31               | 28               | 14               | 3 | 4                    | 7                    | 27                   |                      |                      |
| 2017-2018 | EHC Munich           | DEL   | 48 | 3                | 15               | 18               | 10               | 17               | 3 | 5                    | 8                    | 16                   |                      |                      |
| 2018-2019 | EHC Munich           | DEL   | 52 | 6                | 17               | 23               | 18               | 5                | 0 | 1                    | 1                    | 0                    |                      |                      |
| 2019-2020 | EHC Munich           | DEL   | 48 | 7                | 22               | 29               | 40               | -                | - | -                    | -                    | -                    |                      |                      |
| 2020-2021 | EHC Munich           | DEL   | 18 | 1                | 6                | 7                | 10               | 2                | 0 | 0                    | 0                    | 0                    |                      |                      |
| 2021-2022 | EHC Munich           | DEL   | 50 | 3                | 22               | 25               | 14               | 8                | 1 | 4                    | 5                    | 2                    |                      |                      |
| 2022-2023 | EHC Munich           | DEL   | 44 | 4                | 14               | 18               | 20               | 18               | 2 | 2                    | 4                    | 26                   |                      |                      |
| 2023-2024 | EHC Munich           | DEL   | 51 | 4                | 15               | 19               | 31               | 9                | 2 | 5                    | 7                    | 8                    |                      |                      |
| 2024-2025 | EHC Munich           | DEL   | 49 | 1                | 16               | 17               | 39               | 5                | 0 | 0                    | 0                    | 8                    |                      |                      |

### En équipe nationale
| Année | Équipe    | Compétition                  |   | PJ | B | A  | Pts | Pun       |  | Résultat |
| 2009  | Allemagne | Défi mondial -17 ans         | 5 | 1  | 3 | 4  | 2   | 6e place  |  |          |
| 2009  | Allemagne | Championnat du monde -18 ans | 6 | 0  | 0 | 0  | 2   | 10e place |  |          |
| 2010  | Allemagne | Championnat du monde junior  | 5 | 0  | 4 | 4  | 6   | 11e place |  |          |
| 2010  | Allemagne | Championnat du monde -18 ans | 5 | 2  | 9 | 11 | 4   | 11e place |  |          |
| 2011  | Allemagne | Championnat du monde junior  | 6 | 0  | 0 | 0  | 2   | 10e place |  |          |
| 2012  | Allemagne | Championnat du monde junior  | 5 | 1  | 6 | 7  | 4   | 11e place |  |          |
| 2017  | Allemagne | Championnat du monde         | 8 | 0  | 0 | 0  | 0   | 8e place  |  |          |
| 2022  | Allemagne | Jeux olympiques              | 4 | 0  | 0 | 0  | 2   | 10e place |  |          |

## Trophées et honneurs personnels

### LHJMQ
- 2012-2013 : 2e équipe d'étoiles
- 2012-2013 : récipiendaire du joueur humanitaire de l'année
- 2012-2013 : champion de la coupe du Président
- 2013 : champion de la coupe Memorial
- 2013 : équipe d'étoiles de la coupe Memorial

### LAH
- 2013-2014 : joueur de l'année des Sharks de Worcester

### ECHL
- 2014-2015 : champion de la coupe Kelly

### DEL
- 2015-2016 : champion de la DEL
- 2016-2017 : champion de la DEL
- 2016-2017 : défenseur de l'année
- 2017-2018 : champion de la DEL
- 2022-2023 : champion de la DEL